# Krzywe
Krzywe (ukrán nyelven: Криве (Krive))  Lengyelország délkeleti részén, a Kárpátaljai vajdaságban, a Leskói járásban fekvő falu, közel a lengyel–szlovák határhoz. A település közel 4 kilométernyire fekszik Cisna község központjától, Cisnától délkeleti irányban, 32 kilométernyire délre található a járási központtól, Leskótól és 97 kilométernyire délre van Rzeszówtól, amely a Kárpátaljai vajdaság központja.
A településen mindössze 50 fő lakik.

## Fordítás
Ez a szócikk részben vagy egészben  a   Krzywe című angol Wikipédia-szócikk ezen változatának fordításán alapul.  Az eredeti cikk szerkesztőit annak laptörténete sorolja fel. Ez a jelzés csupán a megfogalmazás eredetét és a szerzői jogokat jelzi, nem szolgál a cikkben szereplő információk forrásmegjelöléseként.